# 7 aprilie
ianuarie • februarie • martie  • aprilie  • mai  • iunie  • iulie  • august  • septembrie  • octombrie  • noiembrie  • decembrie
7 aprilie este a 97-a zi a calendarului gregorian și ziua a 98-a în anii bisecți. Mai sunt 268 de zile până la sfârșitul anului.

## Evenimente

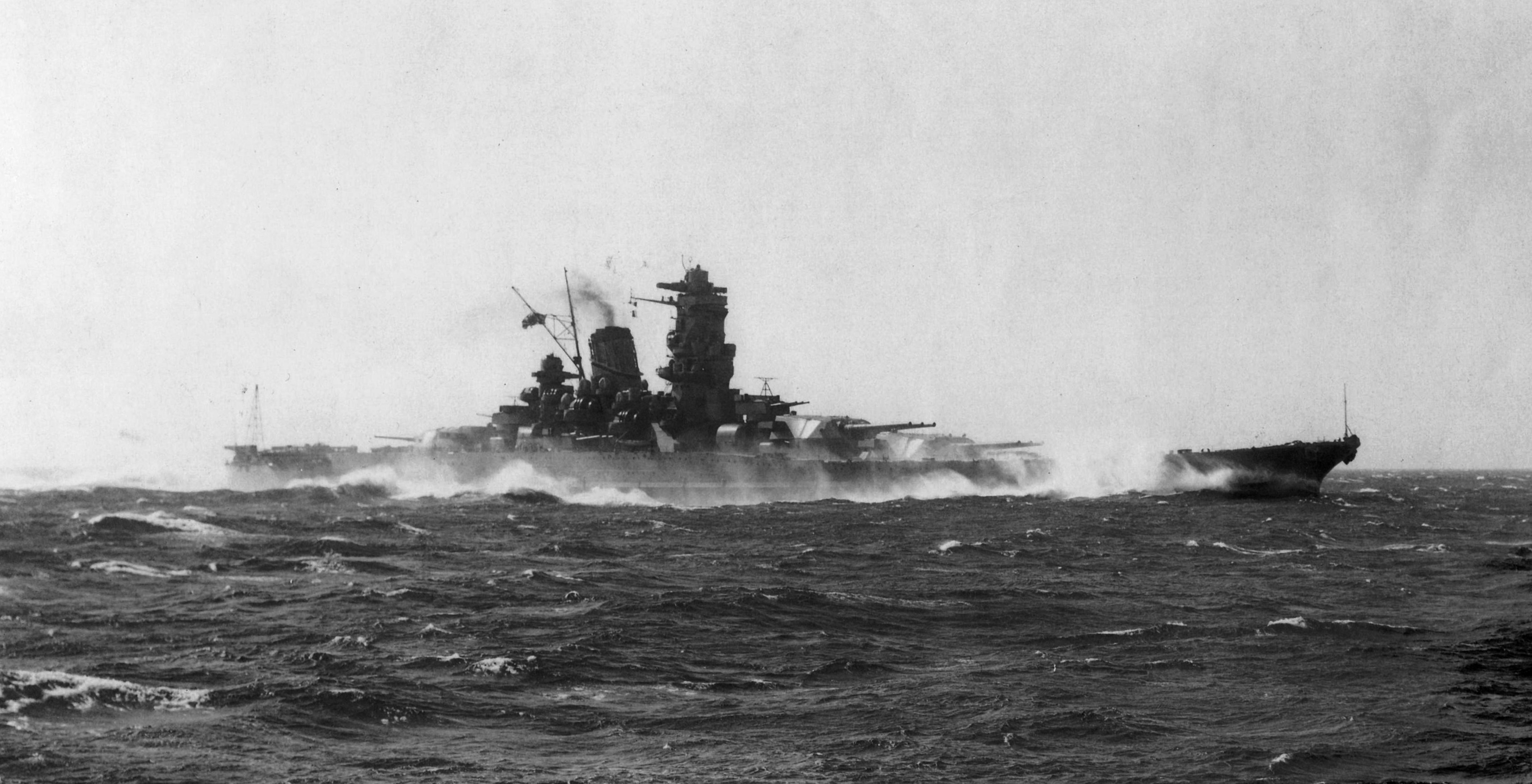
1945: Nava japoneză Yamato, aflată într-o misiune kamikaze în Okinawa (Operațiunea Ten-Go), este scufundată de submarinele americane. Yamoto a fost cea mai mare navă de război construită vreodată

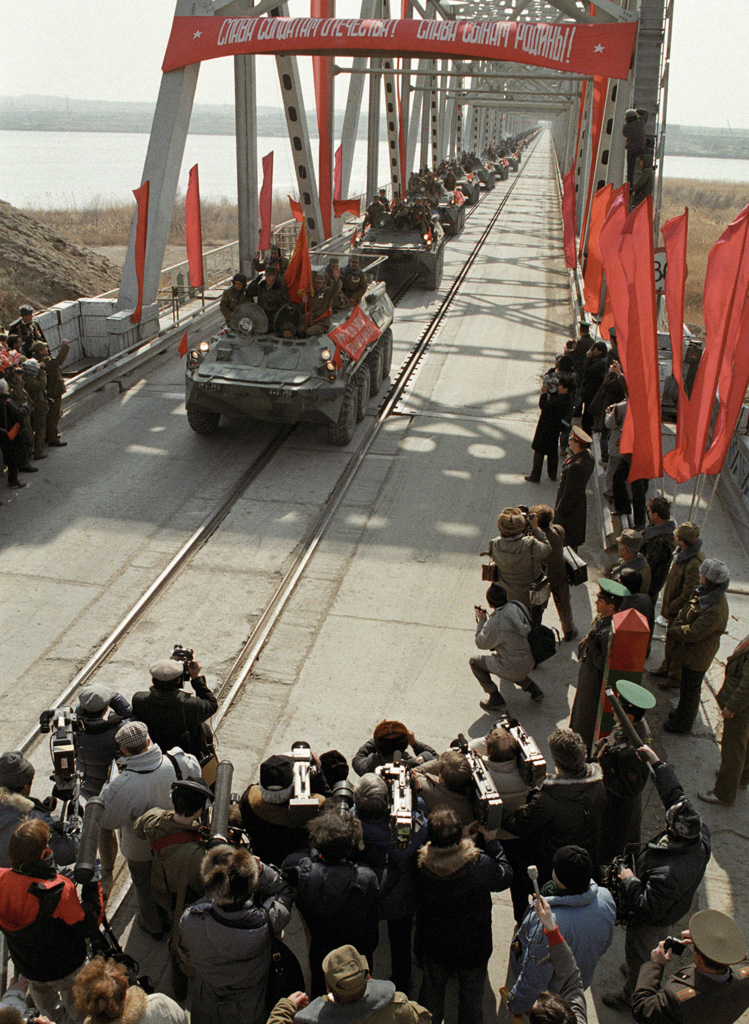
1988: Retragerea sovietică din Afganistan

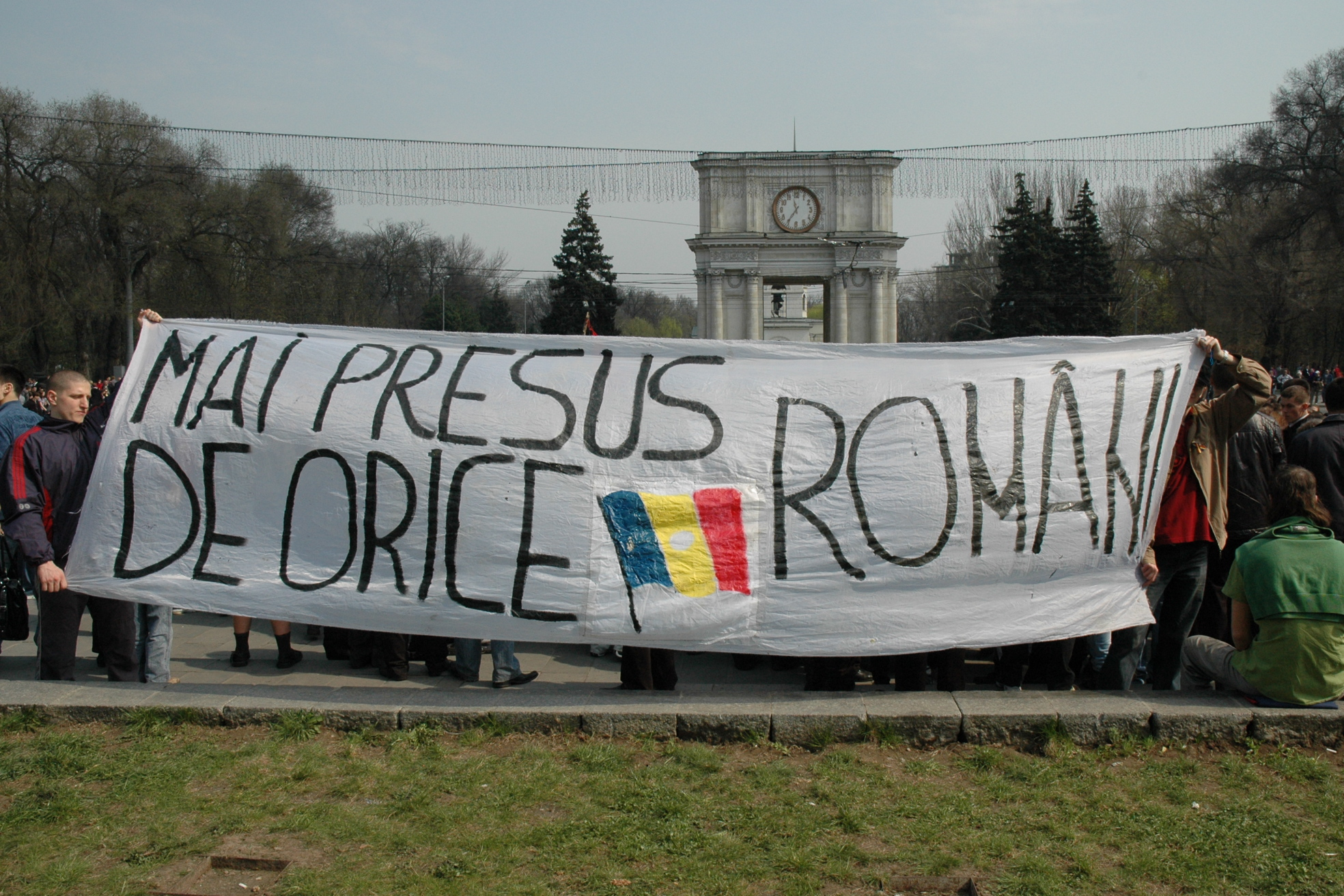
2009: Proteste la Chișinău după anunțarea rezultatelor alegerilor, simpatizanții opoziției contestând corectitudinea alegerilor care au avut loc cu două zile în urmă.

- 1655: Fabio Chigi devine papa Alexandru al VII-lea.
- 1701: Declarația mitropolitului unit Atanasie Anghel prin care nu-l mai recunoaște pe arhiepiscopul Bucureștilor ca superior al său.
- 1795: Prima Republică Franceză adoptă kilogramul și gramul ca unitate principală de masă.[1]
- 1831: Împăratul Pedro I al Braziliei abdică în favoarea fiului său, Pedro II.[2]
- 1862: Bătălia de la Shiloh din cadrul Războiul Civil American s-a încheiat cu victoria forțelor unioniste.
- 1863: Are loc, la Sibiu, un Congres național al românilor, care deleagă zece personalități, în frunte cu mitropolitul Andrei Șaguna, pentru a expune împăratului Franz Joseph I, la Viena, revendicările politice ale românilor.
- 1906: Muntele Vezuviu erupe și devastează Neapole
- 1927: A fost efectuată cu succes prima transmisie televizată la mare distanță, în Statele Unite ale Americii. Secretarul Departamentului comerțului din SUA, Herbert Hoover, a ținut un discurs la Washington, D.C.
- 1933: Prohibiția în Statele Unite ale Americii este abrogată pentru berea cu cel mult 3,2% alcool, cu opt luni înainte de ratificarea celui de-al 21-lea amendament la Constituția Statelor Unite. (În prezent sărbătorită ca Ziua Națională a Berii în Statele Unite.)
- 1939: Benito Mussolini declară un protectorat italian asupra Albaniei și îl forțează pe regele Zog I să plece în exil.[3]
- 1940: La București a avut loc deschiderea oficială a "Institutului Cultural German".
- 1945: Al Doilea Război Mondial: Nava japoneză Yamato, aflată într-o misiune kamikaze în Okinawa (Operațiunea Ten-Go), este scufundată de submarinele americane. Yamoto a fost cea mai mare navă de război construită vreodată.
- 1946: Uniunea Sovietică anexează Prusia Răsăriteană ca Regiunea Kaliningrad a Republicii Sovietice Federative Sovietice Ruse.[4]
- 1947: Crearea Partidului Baas Arab Socialist din Irak.
- 1948: Națiunile Unite înființează Organizația Mondială a Sănătății.
- 1955: Winston Churchill demisionează din funcția de prim-ministru al Regatului Unit, pe fondul semnelor de sănătate precară.
- 1963: Iugoslavia este proclamată republică socialistă și Josip Broz Tito este numit președinte pe viață.
- 1964: IBM prezintă primul model din seria S360, prima familie de calculatoare concepute pentru a acoperi atât aplicații comerciale, cât și științifice.
- 1968: Jim Clark, de două ori campion britanic de Formula 1, moare într-un accident în timpul unei curse de Formula 2 la Hockenheim, Germania.[5]
- 1978: Președintele american Jimmy Carter anulează dezvoltarea bombei cu neutroni.[6]
- 1988: Ministrul sovietic al apărării, Dmitri Iazov, ordonă retragerea sovietică din Afganistan.[7]
- 1989: Submarinul sovietic Komsomolets se scufundă în Marea Barents în largul coastei Norvegiei, ucigând 42 de marinari.
- 1990: Un incendiu major a izbucnit pe feribotul danez Scandinavian Star care naviga între Norvegia și Danemarca, ucigând 158 de pasageri.
- 1992: Este fondat Frontul Democrat al Salvării Naționale, sub conducerea lui Ion Iliescu.
- 1994: Extremiștii hutu au declanșat Genocidul din Rwanda, în care au ucis în decurs de o sută de zile peste 500.000 de opozanți.
- 1995: Primul Război Cecen: trupele paramilitare ruse încep un masacru de civili în Samashki, Cecenia.
- 1998: Comitetul pentru probleme sociale al Adunării Parlamentare a CE organizează o audiere în problema Cartei Sociale a Consiliului Europei.
- 1999: Fundația Națională pentru Știință și Artă, împreună cu Academia Română, a acordat regizorului Andrei Șerban, Premiul de Excelență în Cultura Românească.
- 2001: Nava spațială 2001 Mars Odyssey a NASA, numită după filmul lui Stanley Kubrick 2001: A Space Odyssey, este lansată de la Cape Canaveral cu un vehicul de lansare Delta II pentru a explora planeta Marte.
- 2009: Manifestații violente au avut loc la sediul Parlamentului și Președinției Republicii Moldova din Chișinău, după anunțarea rezultatelor alegerilor au început Protestele de la Chișinău din 2009 simpatizanții opoziției contestând corectitudinea alegerilor din urmă cu două zile.
- 2010: Lansarea televiziunii Publika TV în Republica Moldova.
- 2017: După atacul chimic de la Khan Shaykhun, Statele Unite au lansat 60 de rachete de croazieră Tomahawk asupra unei baze aeriene din Siria. Armata siriană a anunțat că loviturile americane s-au soldat cu șase morți și cu importante pagube materiale.

## Nașteri

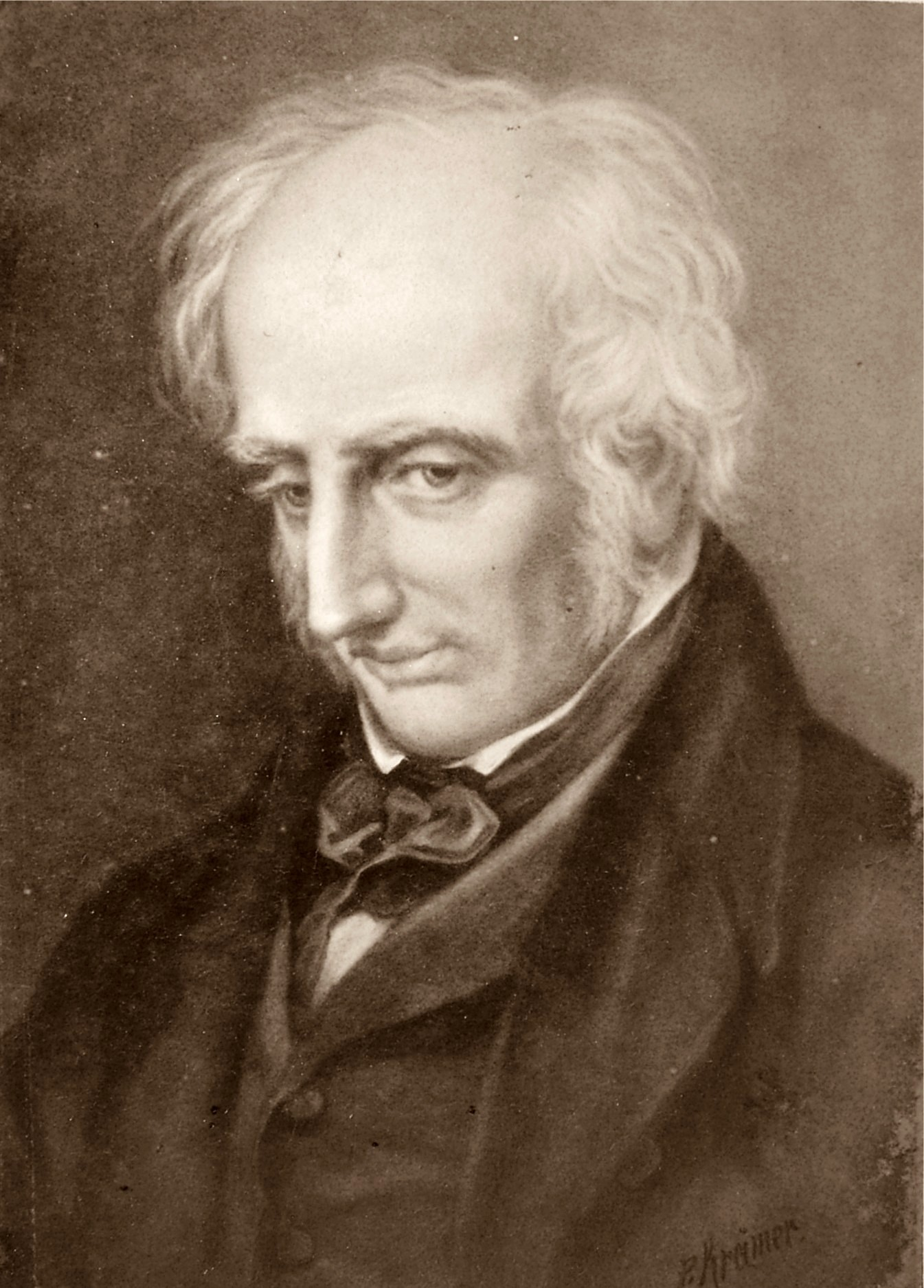
William Wordsworth, poet englez
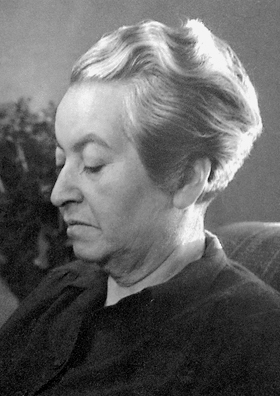
Gabriela Mistral, poetă chiliană, laureată Nobel
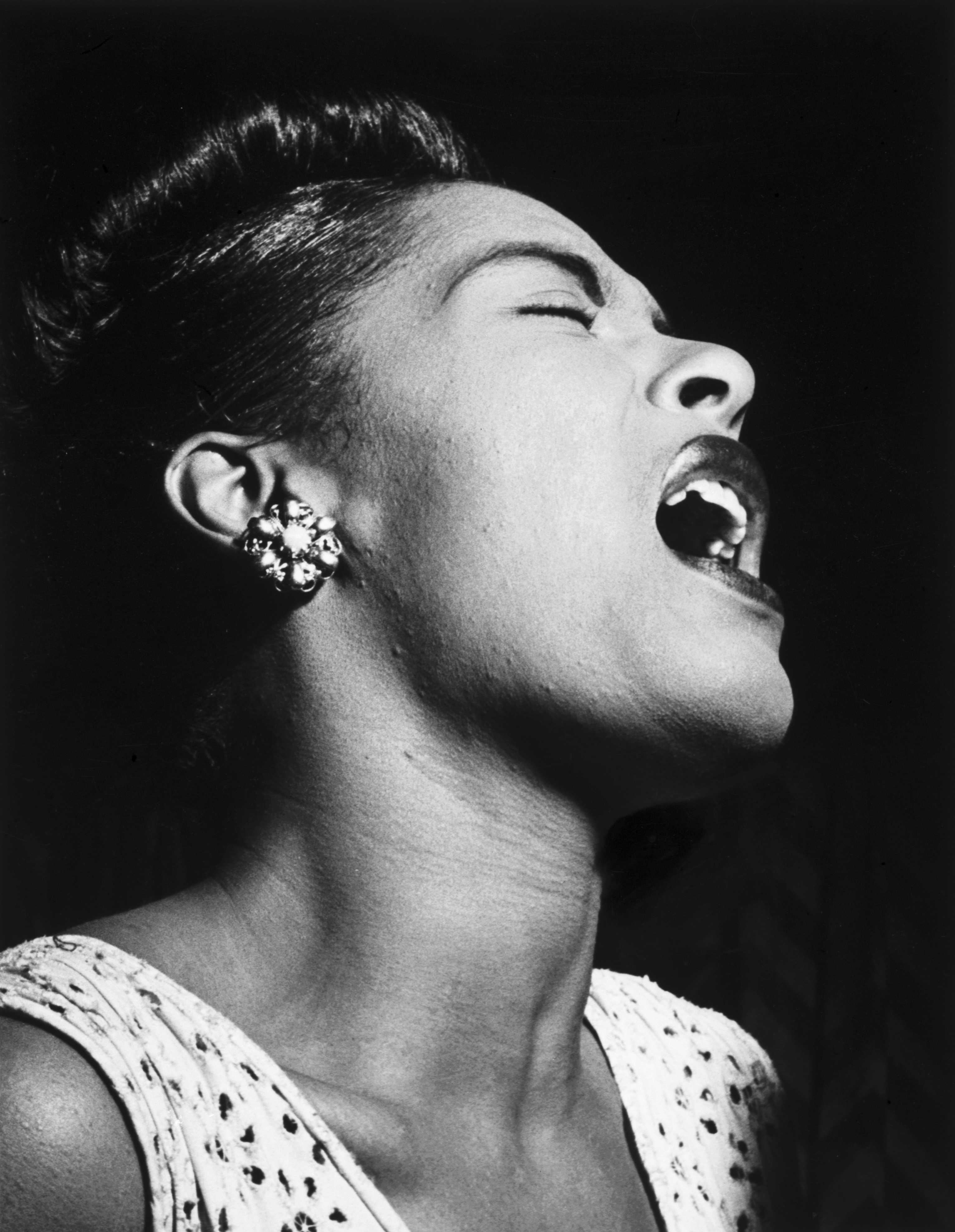
Billie Holiday, cântăreață americană de jazz

- 1652: Papa Clement al XII-lea (d. 1740)
- 1727: Michel Adanson, naturalist, botanist, etnolog și micolog francez (d. 1806)
- 1750: Maria Beatrice d'Este, Ducesă de Massa (d. 1820)
- 1765: Johann Christian Baumgarten, medic și botanist german (d. 1843)
- 1770: William Wordsworth, poet englez (d. 1850)
- 1772: Charles Fourier, filosof utopist și economist francez (d. 1837)
- 1853: Leopold, Duce de Albany (d. 1884)
- 1860: Henri Duhem, pictor francez (d. 1941)
- 1889: Gabriela Mistral, poetă chiliană, laureată a Premiului Nobel (d. 1957)
- 1899: Robert Casadesus, pictor francez (d. 1972)
- 1903: Grigore Cugler, compozitor, diplomat, grafician, ilustrator, memorialist, muzician, poet, violonist clasic și scriitor român (d. 1972)
- 1915: Billie Holiday (Lady Day), cântăreață americană de jazz (d. 1959)
- 1915: Henry Kuttner, scriitor american (d. 1958)
- 1920: Ravi Shankar, compozitor și chitarist indian (d. 2012)
- 1928: James Garner, actor american (d. 2014)

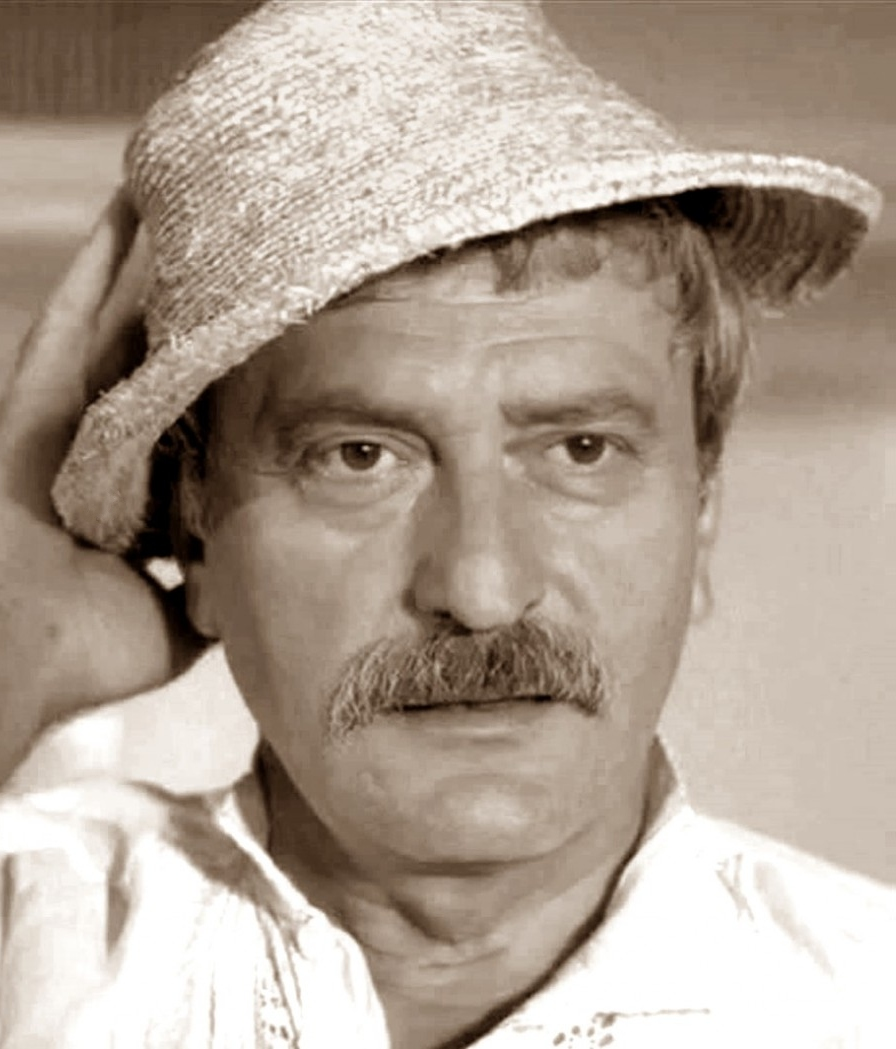
Amza Pellea, actor român de teatru și film
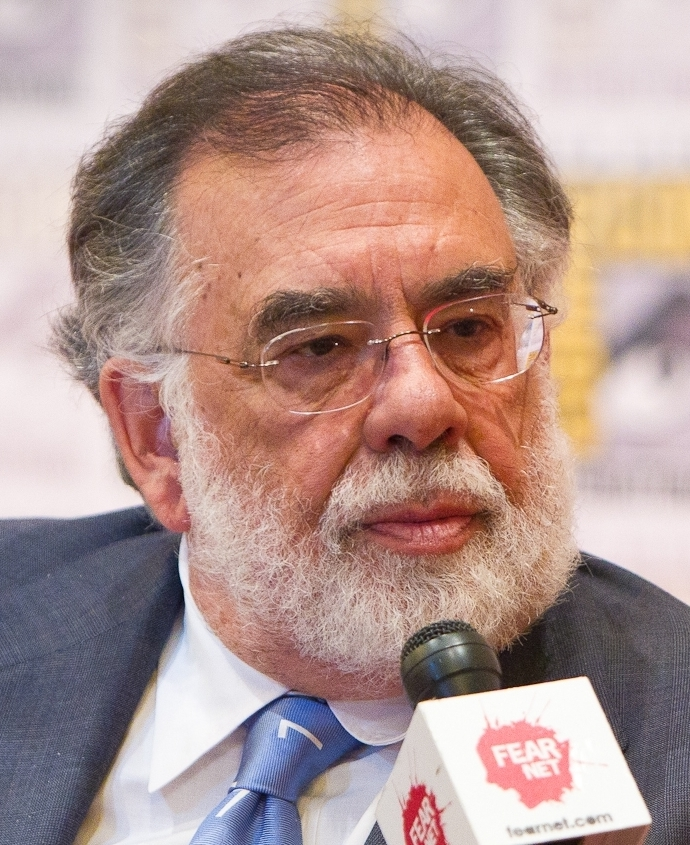
Francis Ford Coppola, regizor american
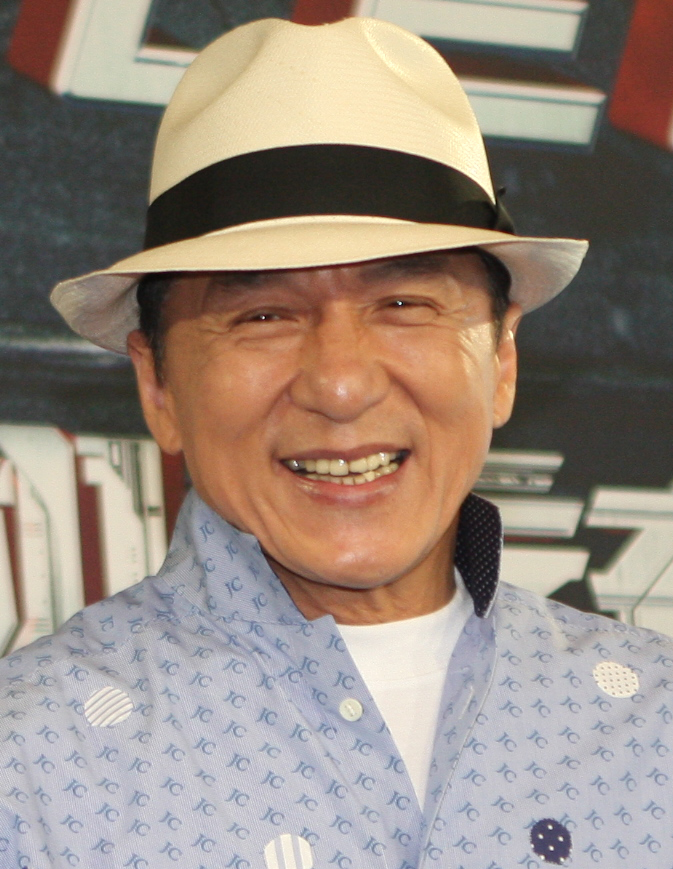
Jackie Chan, actor originar din Hong Kong

- 1930: Yves Rocher, om de afaceri francez, fondatorul brand-ului de cosmetice Yves Rocher (d. 2009)
- 1931: Amza Pelea, actor român de teatru și film (d. 1983)
- 1933: Nestor Rateș, jurnalist român
- 1938: Jerry Brown, politician american
- 1939: Francis Ford Coppola, regizor american de film
- 1943: Mircea Daneliuc, actor, dramaturg, nuvelist, prozator și regizor român
- 1944: Gerhard Schröder, politician german
- 1947: Florian Schneider, muzician german (d. 2020)
- 1948: Ecaterina Andronescu, politician român
- 1949: Radu Timofte, politician român (d. 2009)

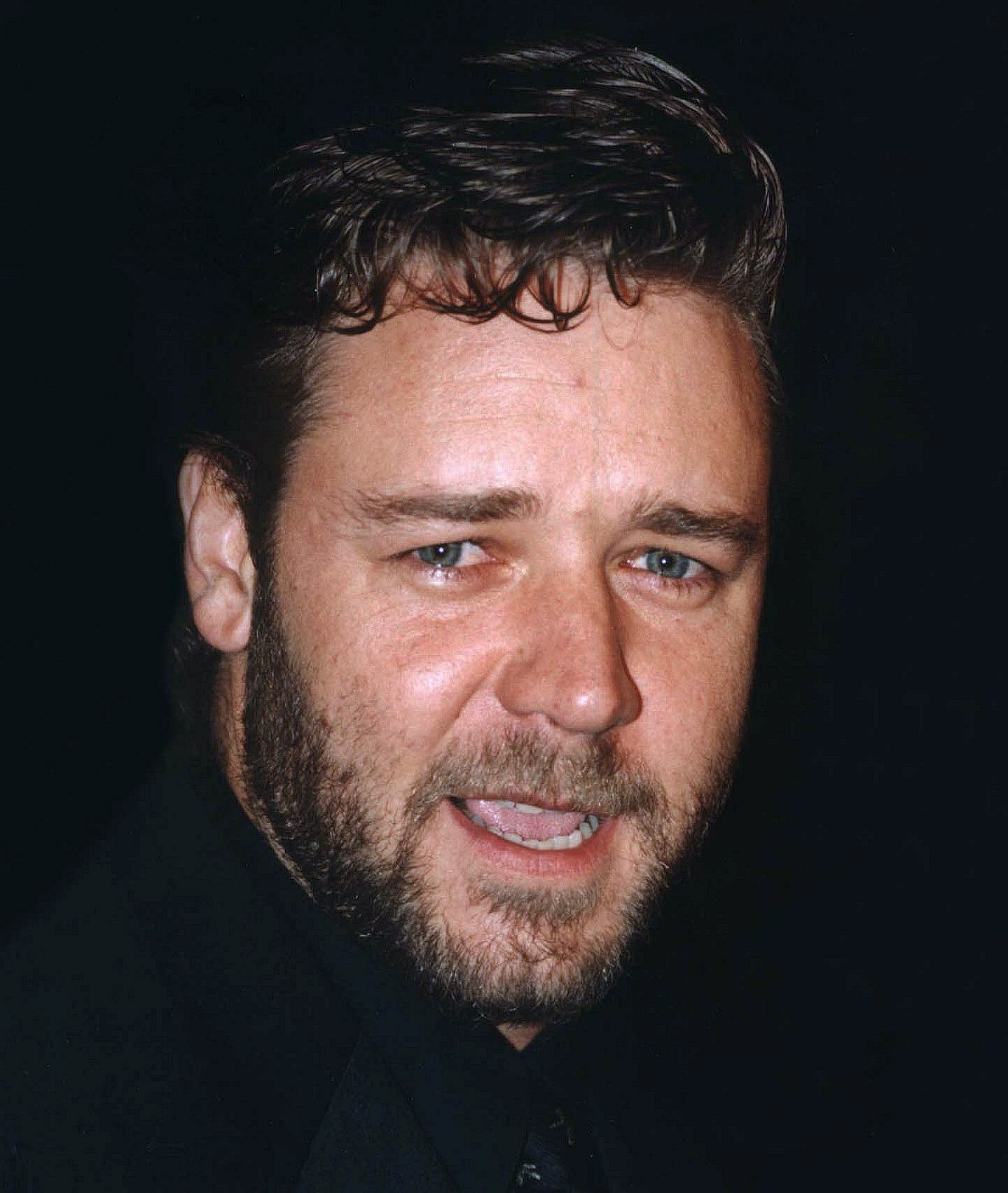
Russell Crowe, actor australian
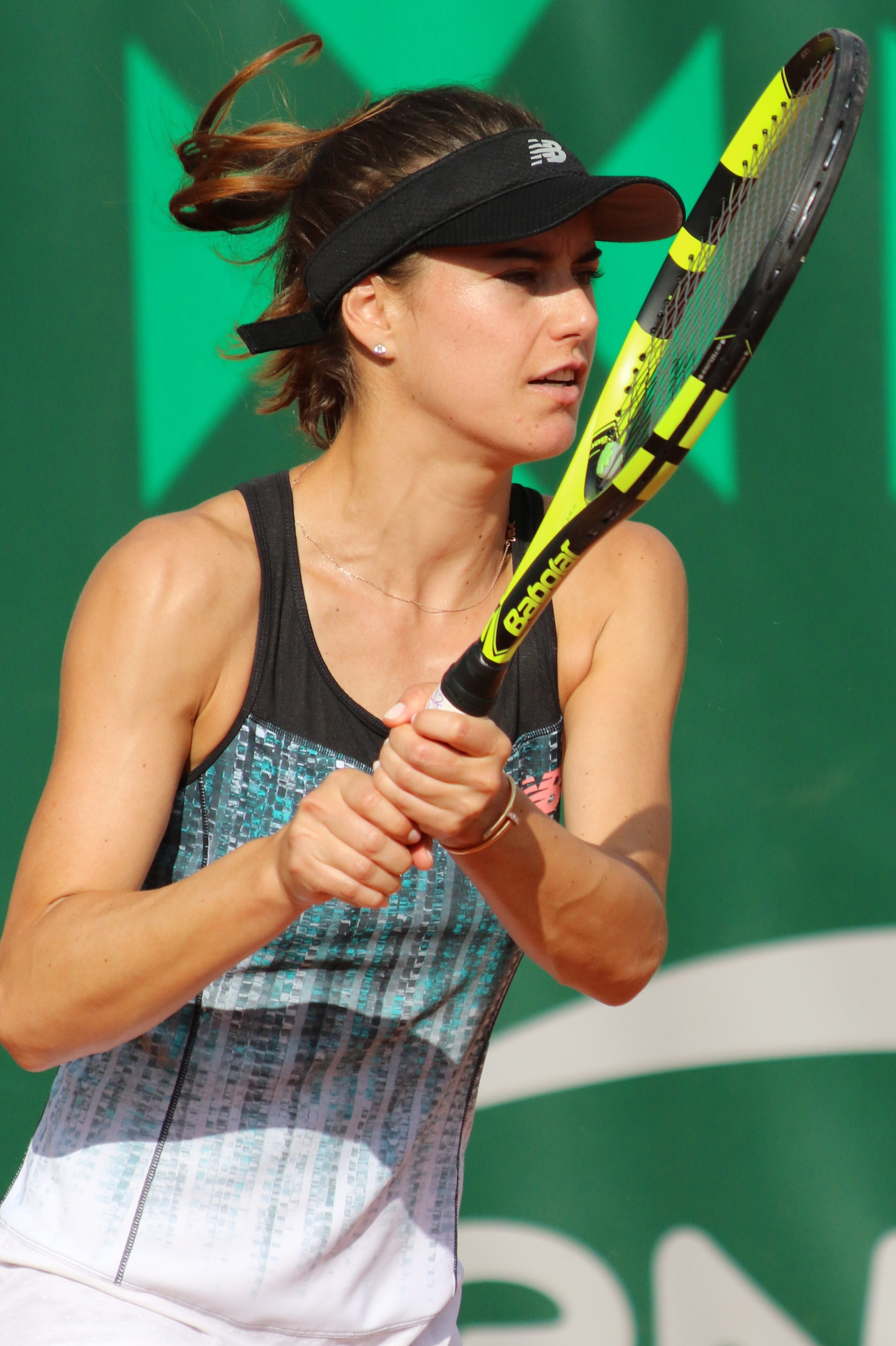
Sorana Cîrstea, jucătoare română de tenis
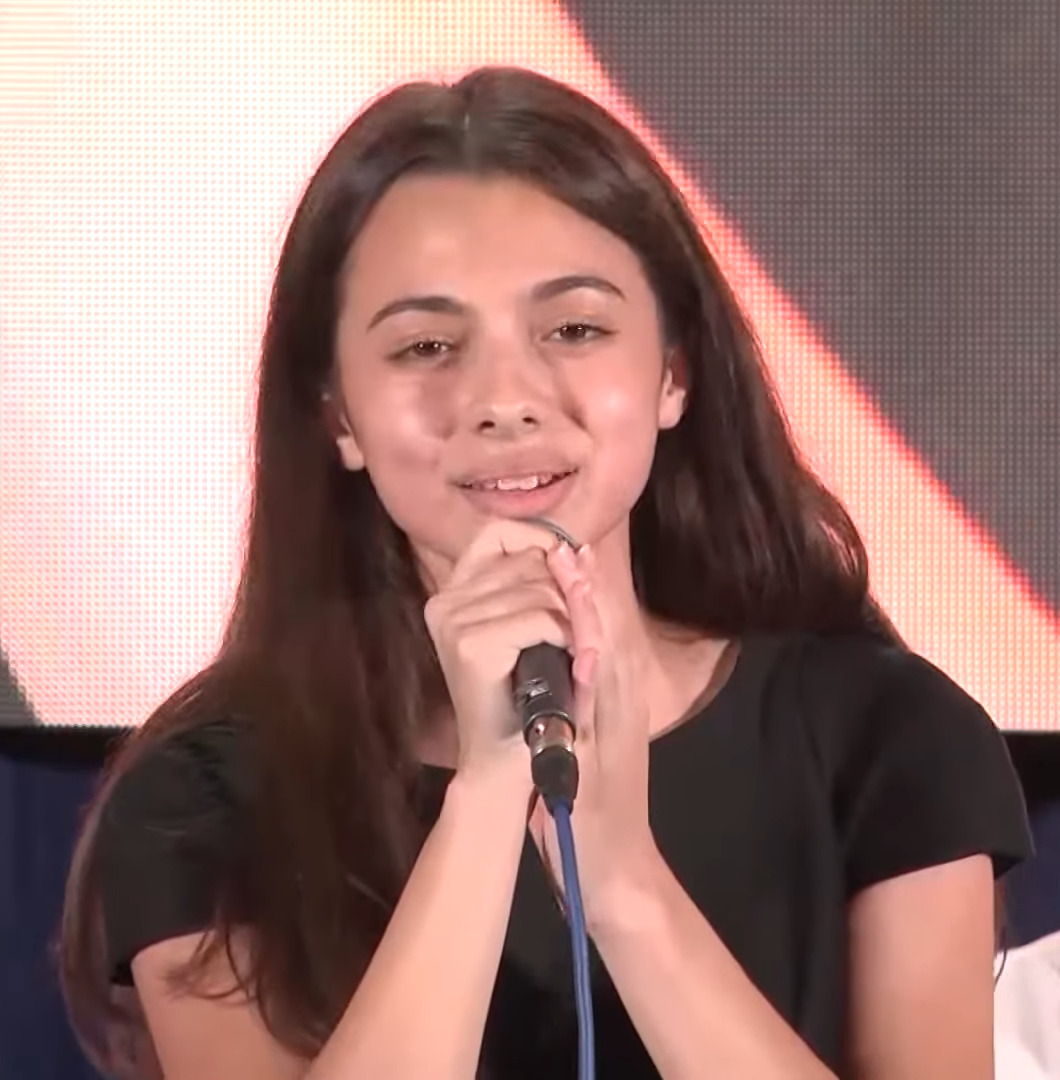
Laura Bretan, cântăreață româno-americană de operă

- 1952: Nichita Danilov, poet român
- 1953: Daniel Corbu, poet și eseist român
- 1954: Ion Aldea-Teodorovici, compozitor și cântăreț din Republica Moldova (d. 1992)
- 1954: Jackie Chan, actor originar din Hong Kong
- 1964: Russell Crowe, actor australian
- 1964: Bruce Williamson, cântăreț american de muzică R&B și soul (d. 2020)
- 1971: Guillaume Depardieu, actor francez (d. 2008)
- 1987: Martín Cáceres, fotbalist uruguayan
- 1990: Sorana Cîrstea, jucătoare română de tenis
- 2002: Laura Bretan, cântăreață româno-americană de operă

## Decese
- 0858: Papa Benedict al III-lea
- 1498: Regele Charles al VIII-lea al Franței (n. 1470)
- 1614: El Greco, pictor de origine greacă (n. 1541)
- 1747: Leopold I, Prinț de Anhalt-Dessau (n. 1676)
- 1761: Thomas Bayes, matematician englez (n. 1702)
- 1789: Abdul-Hamid I, sultan otoman (n. 1725)

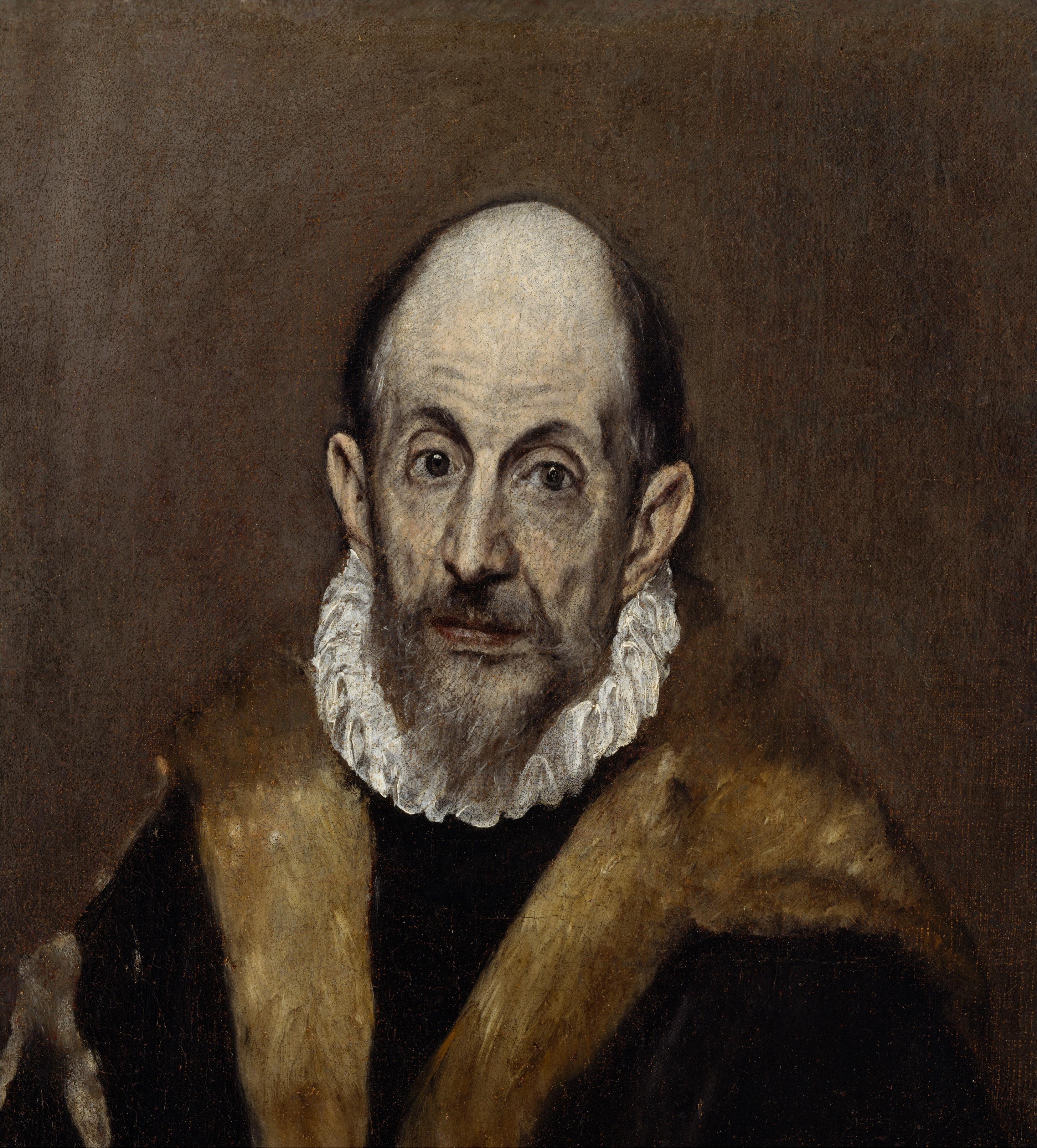
El Greco, pictor de origine greacă
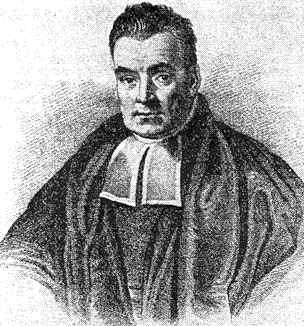
Thomas Bayes, matematician englez
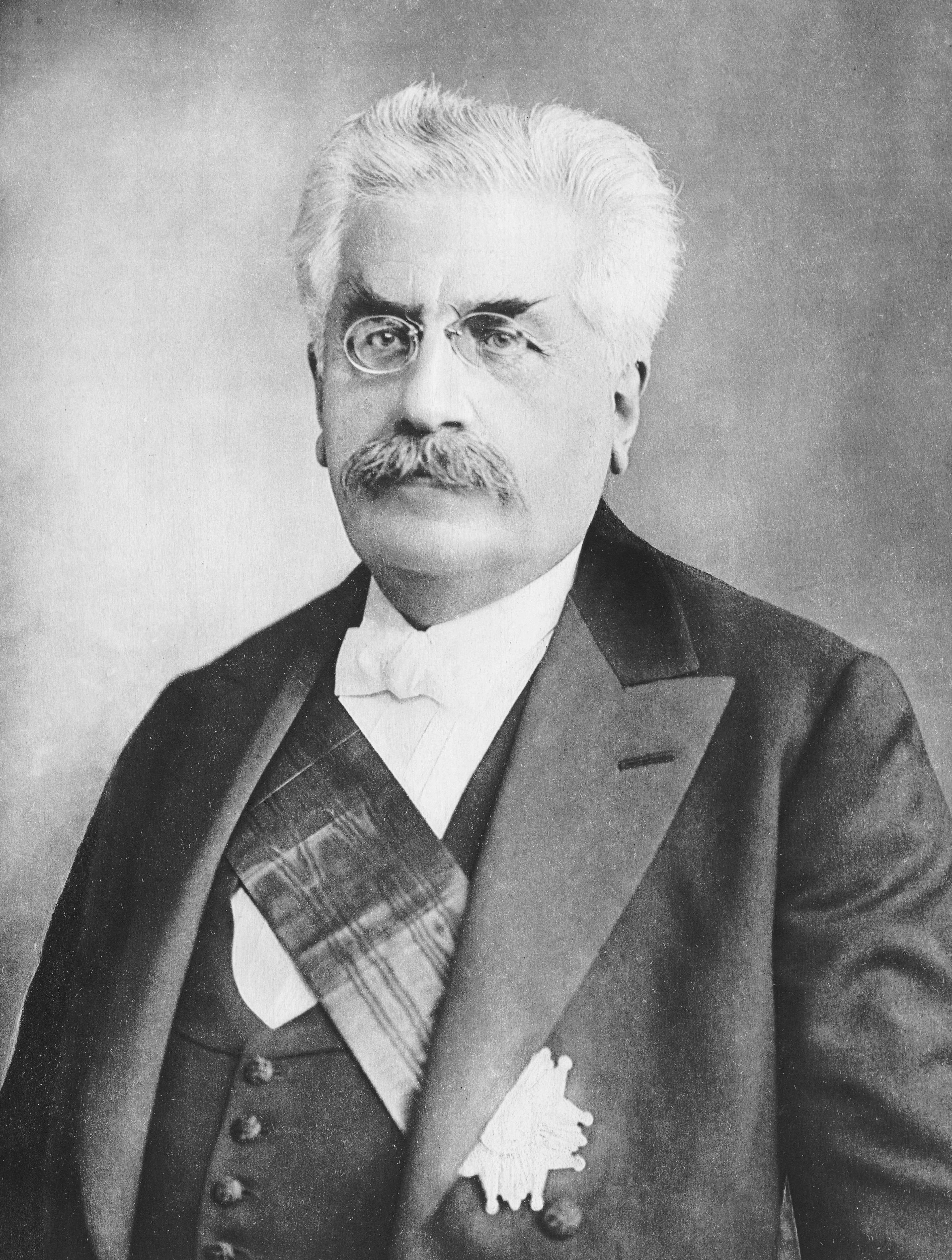
Alexandre Millerand, prim-ministru al Franței

- 1833: Jacques Réattu, pictor francez (n. 1760)
- 1889: Paul Du Bois-Reymond, matematician german (n. 1831)
- 1891: P. T. Barnum, proprietar american de circ (n. 1810)
- 1895: Wilhelm Albrecht, Prinț de Montenuovo (n. 1819)
- 1925: Tihon al Moscovei, patriarh (n. 1865)
- 1933: Arhiducele Karl Stephan de Austria (n. 1860)
- 1938: Emil Grandpierre, scriitor, romancier, jurnalist și politician maghiar din Transilvania (d. 1874)
- 1938: Suzanne Valadon, pictoriță franceză (n. 1865)
- 1941: Lazăr Edeleanu, chimist român (n. 1862)
- 1943: Alexandre Millerand, politician socialist francez, prim-ministru al Franței (n. 1859)
- 1947: Henry Ford, fondator al industriei americane de automobile (n. 1863)
- 1966: Gheorghe Anghel, sculptor român (n. 1904)
- 1967: George Giuglea, lingvist român (n. 1884)
- 2011: Victor Surdu, om politic român (n. 1947)
- 2018: Peter Grünberg, fizician german (n. 1939)

## Sărbători
- Ziua Mondială a Sănătății (din 1950)
- Ziua de comemorare a Genocidului din Rwanda
- În calendarul creștin-ortodox: Sf. Mc. Gheorghe Mărturisitorul, episcopul Mitilenei
- În calendarul romano-catolic: Sf. Ioan Baptist de la Salle, preot (1651-1719)